# ۶۴۷۰ آلدرین
سیارک ۶۴۷۰ (به انگلیسی: 6470 Aldrin، نامگذاری:1982RO1) شش هزار و چهارصد و هفتادمین سیارک کشف شده‌است که در ۱۴ سپتامبر ۱۹۸۲ کشف شد.
قدر مطلق سیارک برابر ۱۴٫۴۰ است.